# Герб Сахалинской области
Герб Сахалинской области является символом Сахалинской области, принят 25 апреля 1997 года Законом Сахалинской области «О гербе Сахалинской области».
Герб внесён в Государственный геральдический регистр Российской Федерации с присвоением регистрационного номера 157.

## Описание
Герб Сахалинской области представляет собой изображение в серебряном щите лазоревого (синего) столба, обременённого золотым, обращённым влево русским казачьим кочем XVII века, плывущим по серебряным волнам, и сопровождаемого с каждой из сторон чёрной сопкой — вулканом с одним червлёным (красным) языком пламени, выходящим из жерла.

## История герба

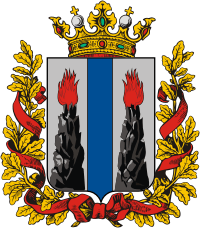
Герб Приморской области Российской Империи (1878 год)

Прообразом герба Сахалинской области стал герб Приморской области Российской империи, Высочайше утверждённый в 1878 году.
24 июня 1996 года губернатор внёс в областную Думу проекты Законов о гербе и флаге Сахалинской области. Законы были приняты Думой (в первом чтении 14 марта и окончательно во втором чтении 16 апреля 1997 года), 25 апреля тексты Законов были подписаны губернатором И.Фархутдиновым, 26 апреля опубликованы в № 29 (386) «Губернских ведомостей», а 27 апреля 1997 года вступили в силу.
15 декабря 2005 года был принят Закон Сахалинской области № 92-ЗО о внесении изменения в статью 2 Закона Сахалинской области «О гербе Сахалинской области — субъекта Российской Федерации» (Губернские ведомости, 2005, 22 декабря).
23 марта 2011 года Законом Сахалинской области № 26-ЗО «О гербе Сахалинской области» (принят Сахалинской областной Думой 17 марта 2011 года) было утверждено новое уточненное описание герба (при этом законы от 25.4.1997 и 15.12.2005 г. утратили силу).